# Puchar Europy w Lekkoatletyce 1970 – półfinał kobiet (Bukareszt)
Półfinał pucharu Europy w lekkoatletyce w 1970 kobiet odbył się 2 sierpnia w Bukareszcie. Był to jeden z trzech półfinałów. Pozostałe odbyły się w Berlinie i Herford.
Wystąpiło siedem zespołów, z których dwa najlepsze awansowały do finału.

## Klasyfikacja generalna
| Poz. | Reprezentacja  | Punkty |
| ---- | -------------- | ------ |
| 1    | ZSRR           | 79     |
| 2    | Polska         | 71     |
| 3    | Rumunia        | 66     |
| 4    | Włochy         | 47     |
| 5    | Czechosłowacja | 38     |
| 6    | Szwajcaria     | 35     |
| 7    | Austria        | 28     |

## Wyniki indywidualne
Kolorami oznaczono zawodniczki reprezentujące zwycięskie drużyny.

### Bieg na 100 metrów
| Lp. | Państwo        | Zawodniczka        | Wynik |
| --- | -------------- | ------------------ | ----- |
| 1.  | Polska         | Helena Kerner      | 11,7  |
| 2.  | Rumunia        | Mariana Goth       | 11,9  |
| 3.  | ZSRR           | Ludmiła Gołomazowa | 11,9  |
| 4.  | Czechosłowacja | Jana Šmerdová      | 12,0  |
| 5.  | Włochy         | Cecilia Molinari   | 12,0  |
| 6.  | Austria        | Brigitte Ortner    | 12,1  |
| 7.  | Szwajcaria     | Regine Scheidegger | 12,2  |

### Bieg na 200 metrów
| Lp. | Państwo        | Zawodniczka          | Wynik |
| --- | -------------- | -------------------- | ----- |
| 1.  | ZSRR           | Nadieżda Biesfamilna | 23,8  |
| 2.  | Rumunia        | Mariana Goth         | 24,0  |
| 3.  | Polska         | Urszula Jóźwik       | 24,0  |
| 4.  | Szwajcaria     | Uschi Meyer          | 23,5  |
| 5.  | Włochy         | Donata Govoni        | 24,2  |
| 6.  | Austria        | Helga Kapfer         | 24,2  |
| 7.  | Czechosłowacja | Jitka Birnbaumová    | 24,6  |

### Bieg na 400 metrów
| Lp. | Państwo        | Zawodniczka         | Wynik |
| --- | -------------- | ------------------- | ----- |
| 1.  | Włochy         | Donata Govoni       | 53,2  |
| 2.  | ZSRR           | Wira Popkowa        | 53,4  |
| 3.  | Szwajcaria     | Uschi Meyer         | 53,8  |
| 4.  | Polska         | Elżbieta Skowrońska | 54,2  |
| 5.  | Austria        | Maria Sykora        | 54,8  |
| 6.  | Rumunia        | Doina Badescu       | 55,2  |
| 7.  | Czechosłowacja | Libuše Macounová    | 56,6  |

### Bieg na 800 metrów
| Lp. | Państwo        | Zawodniczka        | Wynik  |
| --- | -------------- | ------------------ | ------ |
| 1.  | Rumunia        | Ileana Silai       | 2:03,8 |
| 2.  | Polska         | Danuta Wierzbowska | 2:04,1 |
| 3.  | ZSRR           | Sarmīte Štūla      | 2:04,5 |
| 4.  | Włochy         | Paola Pigni        | 2:05,2 |
| 5.  | Czechosłowacja | Marie Otová        | 2:08,0 |
| 6.  | Szwajcaria     | Margrit Hess       | 2:09,2 |
| 7.  | Austria        | Sissy Brandnegger  | 2:16,0 |

### Bieg na 1500 metrów
| Lp. | Państwo        | Zawodniczka       | Wynik  |
| --- | -------------- | ----------------- | ------ |
| 1.  | Włochy         | Paola Pigni       | 4:25,5 |
| 2.  | ZSRR           | Ludmiła Bragina   | 4:26,1 |
| 3.  | Polska         | Zofia Kołakowska  | 4:29,6 |
| 4.  | Rumunia        | Maria Linca       | 4:30,3 |
| 5.  | Czechosłowacja | Marie Pospíšilová | 4:34,5 |
| 6.  | Szwajcaria     | Marijke Moser     | 4:35,5 |
| 7.  | Austria        | Hedwig Althuber   | 4:45,5 |

### Bieg na 100 metrów przez płotki
| Lp. | Państwo        | Zawodniczka         | Wynik |
| --- | -------------- | ------------------- | ----- |
| 1.  | Polska         | Teresa Sukniewicz   | 13,6  |
| 2.  | Rumunia        | Valeria Bufanu      | 13,6  |
| 3.  | ZSRR           | Tatjana Kondraszowa | 13,6  |
| 4.  | Szwajcaria     | Meta Antenen        | 13,8  |
| 5.  | Czechosłowacja | Věra Slavičová      | 14,2  |
| 6.  | Włochy         | Antonella Battaglia | 14,5  |
| 7.  | Austria        | Susanne Gansel      | 14,6  |

### Sztafeta 4 × 100 metrów
| Lp. | Państwo        | Zawodniczki                                                               | Wynik |
| --- | -------------- | ------------------------------------------------------------------------- | ----- |
| 1.  | ZSRR           | Ludmiła Żarkowa Ludmiła Gołomazowa Marina Nikiforowa Nadieżda Biesfamilna | 44,3  |
| 2.  | Polska         | Maria Mydłowiecka Danuta Jędrejek Urszula Jóźwik Helena Kerner            | 45,1  |
| 3.  | Włochy         | Alessandra Orselli Cecilia Molinari Maria Bruni Maria Bonsangue           | 46,8  |
| 4.  | Rumunia        | Eleonora Monoranu Mariana Filip Sanda Angelescu Viorica Enescu            | 47,1  |
| 5.  | Austria        | Brigitte Ortner Helga Kapfer Anneliese Polzer Reinhild Polzer             | 47,1  |
| 6.  | Szwajcaria     | Isabella Lusti Kathrin Lardi Rita Gloor Regine Scheidegger                | 47,3  |
| 7.  | Czechosłowacja | Jitka Birnbaumová Jana Šmerdová Věra Slavičová Zuzana Glosová             | DQ    |

### Sztafeta 4 × 400 metrów
| Lp. | Państwo        | Zawodniczki                                                   | Wynik  |
| --- | -------------- | ------------------------------------------------------------- | ------ |
| 1.  | ZSRR           | Sarmīte Štūla Anna Dundare Lubow Finogenowa Raisa Nikanorowa  | 3:36,7 |
| 2.  | Polska         | Hanna Kowal Czesława Nowak Danuta Piecyk Elżbieta Skowrońska  | 3:37,4 |
| 3.  | Rumunia        | Fița Rafira Doina Badescu Mariana Filip Ileana Silai          | 3:38,1 |
| 4.  | Włochy         | Silvia Chersoni Daniela Taioli Armida Giumanini Donata Govoni | 3:46,3 |
| 5.  | Czechosłowacja | Alena Šimečková Marie Otová Marta Olbrichová Libuše Macounová | 3:48,1 |
| 6.  | Austria        | Gerlinde Massing Sonja Termoth Brigitte Neumer Maria Sykora   | 3:50,9 |
| 7.  | Szwajcaria     | Elsbeth Hauser Margrit Hess Silvia Lazzaroni Rita Gloor       | 3:53,9 |

### Skok wzwyż
| Lp. | Państwo        | Zawodniczka         | Wynik  |
| --- | -------------- | ------------------- | ------ |
| 1.  | Austria        | Ilona Gusenbauer    | 1,84   |
| 2.  | ZSRR           | Antonina Łazariewa  | 1,80   |
| 3.  | Czechosłowacja | Miloslava Hübnerová | 1,80   |
| 4.  | Szwajcaria     | Beatrix Rechner     | 1,80   |
| 5.  | Rumunia        | Cornelia Popescu    | 1,76   |
| 6.  | Polska         | Danuta Konowska     | 1,76   |
| 7.  | Włochy         | Sara Simeoni        | 1,73 = |

### Skok w dal
| Lp. | Państwo        | Zawodniczka          | Wynik |
| --- | -------------- | -------------------- | ----- |
| 1.  | Rumunia        | Viorica Viscopoleanu | 6,37  |
| 2.  | Polska         | Ryszarda Rurka       | 6,15  |
| 3.  | ZSRR           | Tatjana Byczkowa     | 6,01  |
| 4.  | Szwajcaria     | Meta Antenen         | 5,89  |
| 5.  | Czechosłowacja | Mária Devínska       | 5,73  |
| 6.  | Włochy         | Barbara Ridi         | 5,69  |
| 7.  | Austria        | Hannah Kleinpeter    | 4,33  |

### Pchnięcie kulą
| Lp. | Państwo        | Zawodniczka        | Wynik |
| --- | -------------- | ------------------ | ----- |
| 1.  | ZSRR           | Nadieżda Cziżowa   | 18,89 |
| 2.  | Polska         | Ludwika Chewińska  | 16,88 |
| 3.  | Czechosłowacja | Helena Fibingerová | 16,00 |
| 4.  | Rumunia        | Ana Sălăgean       | 15,88 |
| 5.  | Włochy         | Silvana Forcellini | 14,28 |
| 6.  | Szwajcaria     | Bettina Meyer      | 12,69 |
| 7.  | Austria        | Erika Hofer        | 12,56 |

### Rzut dyskiem
| Lp. | Państwo        | Zawodniczka      | Wynik |
| --- | -------------- | ---------------- | ----- |
| 1.  | ZSRR           | Tamara Daniłowa  | 62,54 |
| 2.  | Rumunia        | Lia Manoliu      | 56,48 |
| 3.  | Czechosłowacja | Marie Šimánková  | 51,26 |
| 4.  | Polska         | Jadwiga Wojtczak | 49,32 |
| 5.  | Włochy         | Roberta Grottini | 46,70 |
| 6.  | Austria        | Gitta Signoretti | 44,78 |
| 7.  | Szwajcaria     | Marta Gluboch    | 42,16 |

### Rzut oszczepem
| Lp. | Państwo        | Zawodniczka      | Wynik |
| --- | -------------- | ---------------- | ----- |
| 1.  | Polska         | Daniela Jaworska | 52,40 |
| 2.  | ZSRR           | Mārīte Saulīte   | 49,54 |
| 3.  | Rumunia        | Ioana Stancu     | 45,60 |
| 4.  | Austria        | Renate Ursella   | 45,04 |
| 5.  | Włochy         | Giuliana Amici   | 42,90 |
| 6.  | Czechosłowacja | Jana Linková     | 41,54 |
| 7.  | Szwajcaria     | Bettina Meyer    | 37,64 |